# プッシー・ホイップド
| 専門評論家によるレビュー | 専門評論家によるレビュー |
| レビュー・スコア         | レビュー・スコア         |
| 出典                     | 評価                     |
| ------------------------ | ------------------------ |
| オールミュージック       | [ 1 ]                    |
| ロバート・クリストガウ   | A−                       |

『プッシー・ホイップド』 (Pussy Whipped) は、ビキニ・キルのデビュー・スタジオ・アルバムである。1993年10月26日、キル・ロック・スターズからリリースされた。

## 評価
批評家の新谷洋子は、本作によってビキニ・キルの立ち位置がライオット・ガールの旗手として決定づけられることになった、と指摘している。2015年、雑誌『スピン』は「1985年から2014年までの過去30年のアルバム300選」の第222位に本作を選んだ。2016年、ウェブサイト『ピッチフォーク』は「太平洋岸北西部のインディー・ロックのアルバム50選」の第10位に本作を選んだ。
「レベル・ガール」は1993年9月に発売されたシングルとは異なるバージョンである。

## 収録曲
| #   | タイトル             | 作詞 | 作曲・編曲 | 時間 |
| --- | -------------------- | ---- | ---------- | ---- |
| 1.  | 「Blood One」        |      |            | 1:44 |
| 2.  | 「Alien She」        |      |            | 1:41 |
| 3.  | 「Magnet」           |      |            | 1:26 |
| 4.  | 「Speed Heart」      |      |            | 1:47 |
| 5.  | 「Lil' Red」         |      |            | 2:13 |
| 6.  | 「Tell Me So」       |      |            | 2:20 |
| 7.  | 「Sugar」            |      |            | 2:22 |
| 8.  | 「Star Bellied Boy」 |      |            | 1:33 |
| 9.  | 「Hamster Baby」     |      |            | 2:20 |
| 10. | 「Rebel Girl」       |      |            | 2:43 |
| 11. | 「Star Fish」        |      |            | 1:03 |
| 12. | 「For Tammy Rae」    |      |            | 3:33 |